# Страх (фільм, 1980)
«Страх» — радянський художній фільм 1980 року, знятий режисером Ростиславом Синьком на студії «Укртелефільм».

## Сюжет
За мотивами книги І. Головченка «Міліцейські були». Співробітники карного розшуку розслідують убивство директора заводу.

## У ролях
- Володимир Віхров — лейтенант Іволгін
- Микола Скоробогатов — майор Коваленко
- Олег Мокшанцев — полковник Сніжко
- Дмитро Миргородський — Іванов
- Микола Козленко — Корчуватий
- Анатолій Пазенко — Банько
- Борис Романов — Грищенко, рецидивіст
- Микола Панасьєв — Савелій Савельєвич
- Ганна Ніколаєва — прибиральниця
- Раїса Недашківська — дружина Іванова
- Ольга Матешко — епізод
- Валерій Сівач — епізод
- Леонід Бакштаєв — епізод
- Георгій Кишко — Новацький
- Геннадій Шкуратов — епізод
- Олександр Мілютін — лейтенант
- В'ячеслав Воронін — епізод

## Знімальна група
- Режисер-постановник: Ростислав Синько
- Сценарист: Юрій Аліков
- Оператор-постановник: Віктор Кущ
- Композитори: В. Попов, Віктор Шевченко
- Художник-постановник: Віталій Ясько